# Carnival Pride (schip, 2001)
De Carnival Pride is een cruiseschip van Carnival Cruise Lines en behoort tot de Spirit-klasse. Het schip werd gebouwd door Kvaerner Masa-Yards in Helsinki en beheerd door Carnival Corporation & plc.

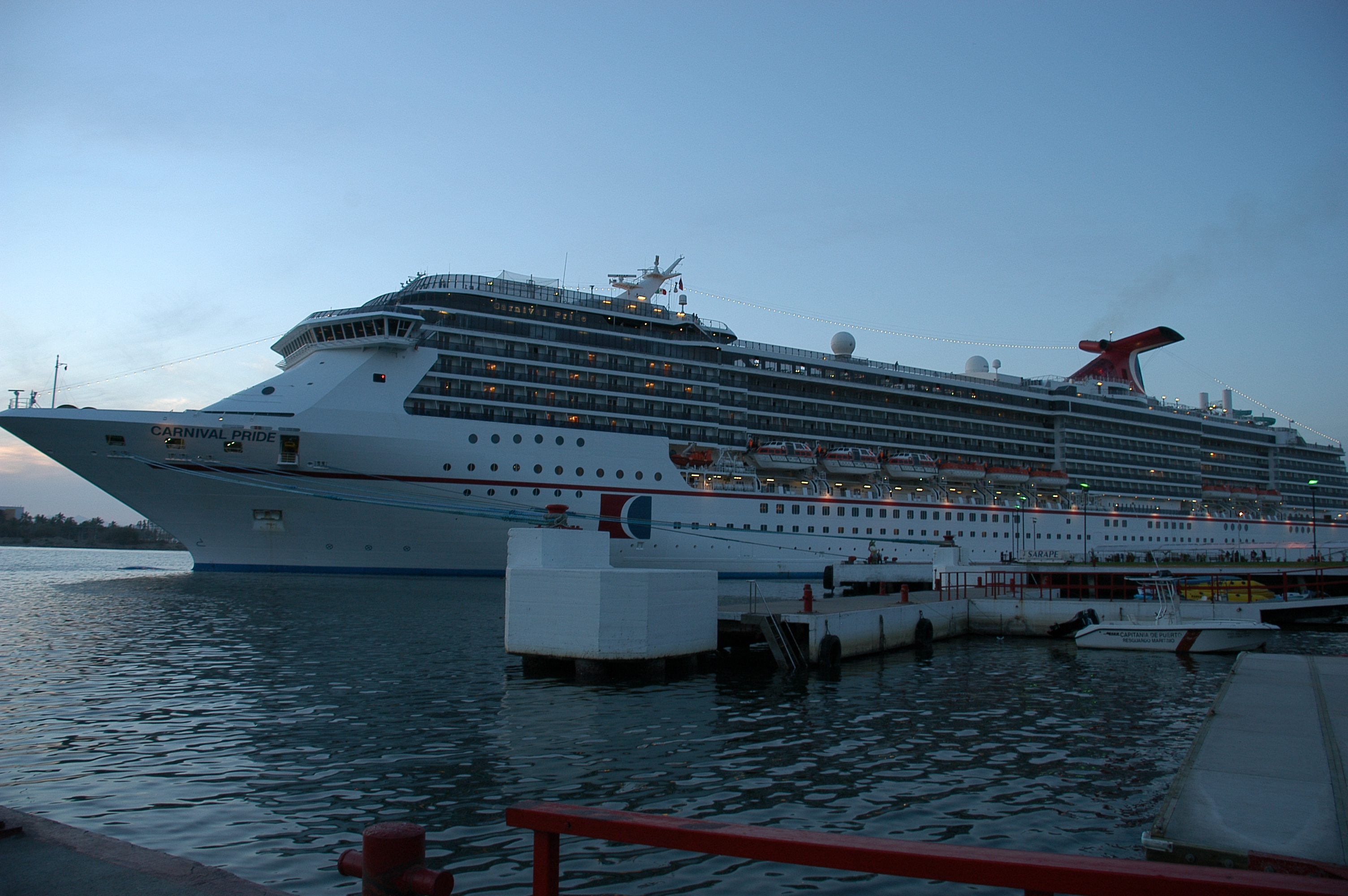
Carnival Pride aan wal

## Lay-out
Het schip beschikt over 1,062 kajuiten: 80% procent van de kajuiten hebben zicht op zee en 80% procent van deze kajuiten hebben een balkon.

## Afvaarten
De Carnival Pride is gevestigd in Baltimore. Het was het vlaggenschip van de rederij, nadat ze compleet was in 2002, tot 2011, toen ze overtroffen werd door de Carnival Magic, dat het vlaggenschip werd op 1 mei 2011.